# 榕叶毛茛
榕叶毛茛（学名：Ficaria verna，原名），又称为小白屈菜，是毛茛科榕毛茛属的一种多年生植物，原产于欧洲与西亚。叶片深绿色有光泽，呈心形，花朵则为亮黄色。在引入北美后，榕叶毛茛被认为是一种会威胁当地生物多样性的入侵物种。
英国浪漫主义诗人威廉·华兹华斯尤为喜爱榕叶毛茛，他曾为其写过《致小白屈菜》（To the Small Celandine）等三首诗（以下为《致小白屈菜》摘录）：
|                             | Since we needs must first have met I have seen thee, high and low, Thirty years or more, and yet 'T was a face I did not know; Thou hast now, go where I may Fifty greetings in a day. 自从我们大约第一次遇见， 我处处都会与你相逢， 就这样过了三十多年时间， 但我并不熟悉你的面容。 而如今我无论走到哪里， 我每天都问候你五十次。 |
| ——威廉·华兹华斯（秦立彦译） | |